# Антипаютинське сільське поселення
Антипаюти́нське сільське поселення (рос. Антипаютинское сельское поселение) — сільське поселення у складі Тазівського району Ямало-Ненецького автономного округу Тюменської області Росії.
Адміністративний центр та єдиний населений пункт — село Антипаюта.
Населення сільського поселення становить 2685 осіб (2017; 2545 у 2010, 2439 у 2002).
Станом на 2002 рік існувала Антипаютинська сільська рада (селище Антипюата, село Тадебяяха, присілок Напалково), пізніше село Тадебяяха та присілок Напалково опинились на міжселенній території.